# Indigofera schliebenii
Indigofera schliebenii är en ärtväxtart som beskrevs av Hermann August Theodor Harms. Indigofera schliebenii ingår i släktet indigosläktet, och familjen ärtväxter. Inga underarter finns listade i Catalogue of Life.